# Palephyra indica
Palephyra indica is een schijfkwal uit de familie Nausithoidae. De kwal komt uit het geslacht Palephyra. Palephyra indica werd in 1902 voor het eerst wetenschappelijk beschreven door Vanhöffen. 